# Carl Siebel

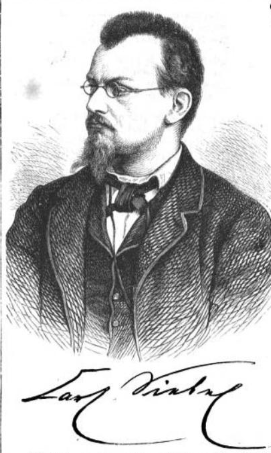
Carl Siebel

Abraham Peter Carl Siebel (geboren am 13. Januar 1836 in Barmen; gestorben am 9. Mai 1868 in Elberfeld) war ein deutscher Kaufmann, Dichter und Freund von Karl Marx und Friedrich Engels. Seine Pseudonyme waren Emil Thilva und Julius Morton.

## Leben
Carl Siebel war der Sohn des Litzenfabrikanten Karl August Siebel (1805–1888) und von Emilia (Emilie) Kampermann (1812–1878). Nach Unterricht durch einen Privatlehrer besuchte er die Barmer Stadtschule und danach eine höhere Schule in Rheydt. 1850 bestimmte sein Vater, dass er Lehrling in der väterlichen Firma „Abraham Siebel & Sohn“ sein sollte. Dem Beruf war er nicht sehr zugetan und wandte sich deshalb der Poesie zu. Seine Freunde waren Emil Rittershaus und Hugo Oelbermann. Diese hatten zusammen den „Wupperbund“ gegründet. Später gehörte er dem „Sonntagskränzchen“ von Friedrich Roeber an.
Ab 1852 stand Siebel in Verbindung mit dem Morgenblatt für gebildete Leser und ihrem Redakteur Hermann Hauff. Von 1853 bis 1866 korrespondierte Siebel mit Wolfgang Müller von Königswinter. Zwischen 1854 und 1858 schrieb er elf Briefe an Nikolaus Hocker.
Zwischen 1856 und 1859 war er längere Zeit auf Reisen in Berlin und Manchester, wo er Friedrich Engels und Wilhelm Wolff kennenlernte. Im Mai sollte Siebel sich als Garde-Kriegsreservist in Wesel melden. Er beteiligte sich an der Schiller-Feier in Manchester am 11. November 1859 mit dem Gedicht „Epilog“. 1860 kehrte er in seine Heimat zurück, um am 14. November 1860 zu heiraten. Seine Frau wurde Eleonora Augusta Christina Reinhilda (Reinhilde) Freiin von Hurter (1842–1880). Aus der Ehe gingen drei Kinder hervor: Emilie Maria Siebel (geb. 1862), Anna Reinhilde Siebel (geb. 25. August 1863) und Carl Reinhold Siebel (geb. 17. August 1867).
Der Dichter Eduard Mörike äußerte sich in einem Brief an Karl von Grüneisen vom 17. November 1860 negativ über die Qualität seiner „Gedichte“ (2. Auflage 1859). Im April 1861 besuchte Karl Marx ihn in Elberfeld. Siebel gründete 1864 eine Sektion der Internationalen Arbeiterassoziation in Barmen.
Wegen eines Brustleidens reiste er 1866 und 1867 zur Heilung nach Funchal auf der Insel Madeira. Carl Siebel unterstützte Karl Marx durch Rezensionen bei der Bekanntmachung von Marx’ Das Kapital. Kurz nach seiner Rückkehr von Madeira verstarb er in Elberfeld an Schwindsucht. Er wurde auf dem Friedhof Bartholomäusstraße in Barmen begraben.
Johann Victor Bredt nannte ihn einen „Dichter von Gottes Gnaden“, während Friedrich Engels in einem Brief an Jenny Marx vom 22. Dezember 1859 es so zusammenfasste: „Da lob’ ich mir doch den Siebel, der zwar ein grundschlechter Poet ist, aber der auch weiß, daß er durch und durch Humbug ist und nur verlangt, man soll ihm das Reklamehandwerk als ein heutzutage nötiges procédé erlauben, indem er ohne dies gar nichts wäre.“.
Aus dem Jahr 1865 sind vier Briefe von Siebel an Wilhelm Jordan überliefert. Zwei Briefe an Gottfried Kinkel befinden sich im Kinkel-Nachass, zwei Briefe an Karl Gutzkow werden in Frankfurt verwahrt und ein Brief an Paul Heyse in der Münchener Staatsbibliothek.

## Werke
- Emil Thilva: Tannhäuser. Ein Gedicht. Müller, Leipzig 1854. (2. Auflage 1858)
- Jesus von Nazareth. Ein Gedicht. Otto Wigand, Leipzig 1856. Digitalisat
- Gedichte. Otto Wigand, Leipzig 1856.
  - Gedichte. 2. vermehrte Auflage. Julius Baedeker, Iserlohn 1859. Digitalisat (Dritte veränderte Auflage. 1863)
- anonym: Religion und Liebe. Roman aus dem Tagebuche eines Anonymen. Hoffmann & Campe, Hamburg 1860.
- Arabesken.  Julius Baedeker, Iserlohn 1861.
- Wilhelm Langewiesche (Hrsg.): Elberfeld und Barmen. Beschreibung und Geschichte dieser Doppelstadt des Wupperthals, nebst besonderer Darstellung ihrer Industrie, einem Ueberblick der Bergischen Landesgeschichte etc. In Verbindung mit den Herrn C. Siebel, C. Coutelle, C.R. Hötte und C. Pöls. W. Langewiesche’s Verlags- und Sortimentsbuchhandlung, Barmen 1863. Digitalisat
- Dichtungen zur Shakespeare-Feier des Künstlervereins Malkasten in Düsseldorf. W. Langewisches Buch- und Kunsthandlung, Barmen 1864 Digitalisat
- Hamburg, 28. Febr. Die Presse hat schon mehrfach ausgesprochen […]. In: Barmer Zeitung Nr. 53 vom 3. März 1865.[14]
- London, 28. Februar. In diesen Tagen erscheint bei Otto Meißner […]. In: Düsseldorfer Zeitung Nr. 62 vom 3. März 1865.[15]
- Hamburg, 28. Febr. Ihre Zeitung bracht vorgestern die Erklärung […]. In: Elberfelder Zeitung Nr. 62 vom 3. März 1865.[16]
- Gruß aus Rheinland. Neue Blüthen rheinischer Dichtkunst hrsg. von Carl Siebel. Ferd. Reinhardt, Elberfeld und Leipzig 1866. Digitalisat
- Freiligrath. Rheinische Zeitung, Düsseldorf ca. 1867. Digitalisat
- Lyrik. Ferd. Reinhardt, Elberfeld und Leipzig 1866.
- S.: Literarisches. Carl Marx: Das Capital. Kritik der politischen Oekonomie. Erster Band. Hamburg, Otto Meißner. 1867. In: Barmer Zeitung vom 6. Dezember 1867.[17]
- Carl Siebel’s Dichtungen. Gesammelt von seinen Freunden. Hrsg. von Emil Rittershaus. Grote, Berlin / Teubner, Leipzig 1877. (=Grote'sche Sammlung von Werken zeitgenössischer Schriftsteller 8) Digitalisat (2. Auflage 1878)

### Vertonungen seiner Gedichte (Auswahl)
- Friedrich Behr: 6 Lieder von Carl Siebel. In Musik gesetzt für eine Singstimme mit Begleitung des Pianoforte. op. 7. Reinhardt, Elberfeld (ca. 1850) MDZ Reader
- Johan Albert van Eyken: Dem Dichter fünf Lieder von Carl Siebel für eine Singstimme mit Pianoforte. Op. 30. Wilhelm Bayrhoffer, Düsseldorf o. J.
- Jan Gall: Fünf Lieder für Bariton- oder Altstimme mit Begleitung des Pianoforte op. 1. Leuckart., Leipzig 1890.
- Richard Gompertz: Twelve songs. Book 2. Augener, London 1896.
- Carl Loewe: Meeresleuchten. Lieder op. 145. Bearbeitet von Josef Schwartz. Eulenberg, Leipzig 1900.
- Heinrich Marschner: Ein Liederheft vom Rhein (sechs Lieder). Opus 186. Rieter-Biedermann, Leipzig 1860. (Recital Publ., Huntsville, TX 2000)
- Carl Reinecke: Carl Siebel. Wie der Frühling kommt. Digitalisat
- Isidor Seiss: Der Landsknecht. op. 3 Nr. 4 Leuckart, Leipzig 1900.
- Alexander von Zemlinsky: Frühlingstag. op. 2 (Dreizehn Lieder für eine Singstimme und Klavier), Heft 2, Nr. 1 Wilhelm Hansen, Kopenhagen 1897

### Gedruckte Briefe

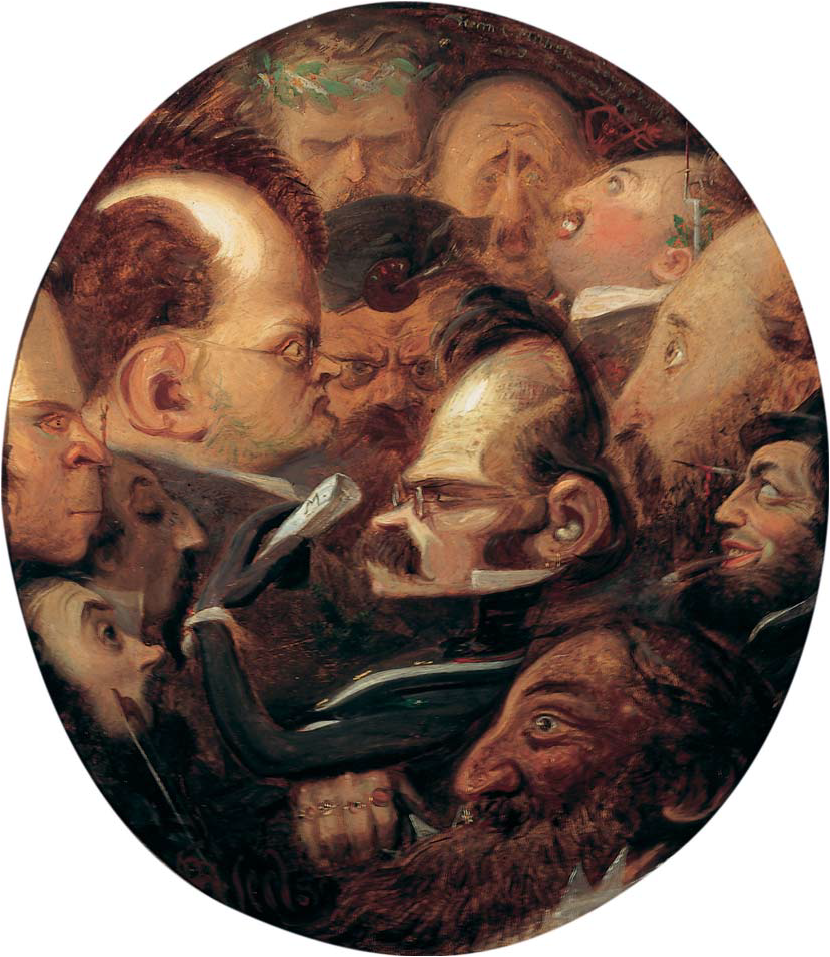
Richard Seel: Bildniskarikaturen u. a. von Carl Siebel, Emil Rittershaus und Carl Michels (1859, Öl auf Pappe)

- Carl Siebel an Heinrich Heine August 1856[18]
- Carl Siebel an Friedrich Engels wahrscheinlich 8. Mai 1859.[19]
- Carl Siebel an Friedrich Engels 9. Mai 1859.[20]
- Carl Siebel an Friedrich Engels 17. Mai 1859.[21]
- Carl Siebel an Friedrich Engels 22. Mai 1859.[22]
- Carl Siebel an Friedrich Engels zwischen 21. und 28. Oktober 1859.[23]
- Carl Siebel an Friedrich Engels 22. März 1860.[24]
- Carl Siebel an Friedrich Engels zwischen 26. März und Anfang April 1860.[25]
- Carl Siebel an Karl Marx 8. April 1860.[26]
- Carl Siebel an Karl Marx 11. April 1860.[27]
- Carl Siebel an Karl Marx 16. April 1860.[28]
- Carl Siebel an Karl Marx frühestens 12. Mai 1860.[29]
- Carl Siebel an Friedrich Engels und Karl Marx 23. Juni 1860.[30]
- Carl Siebel an Karl Marx zwischen 23. Juni 1860 und 2. August 1869.[31]
- Carl Siebel an Friedrich Engels 2. August 1860.[32]
- Carl Siebel an Friedrich Engels frühestens 29. August 1860.[33]
- Carl Siebel an Karl Marx spätestens 20. September 1860.[34]
- Carl Siebel an Friedrich Engels 20. September 1860.[35]
- Carl Siebel an Karl Marx 23. Dezember 1861.[36]
- Carl Siebel an Friedrich Engels 23. Dezember 1861.[37]
- Carl Siebel an Karl Marx 2. Oktober 1862.[38]
- Carl Siebel an Karl Marx 9. Dezember 1863.[39]
- Carl Siebel an Karl Marx 25. Dezember 1864.[40]
- Carl Siebel an Karl Marx 19. Januar 1865.[41]
- Carl Siebel an Karl Marx 1. Februar 1865.[42]
- Carl Siebel an Karl Marx 28. Februar 1865.[43]
- Carl Siebel an Friedrich Engels 1. März 1865.[44]
- Carl Siebel an Friedrich Engels 3. März 1865.[45]
- Carl Siebel an Friedrich Engels 3. März 1865.[46]
- Carl Siebel an Friedrich Engels 4. März 1865.[47]
- Carl Siebel an Friedrich Engels 6. März 1865.[48]
- Carl Siebel an Friedrich Engels 10. März 1865.[49]
- Carl Siebel an Friedrich Engels 19. Oktober 1867[50]
- Carl Siebel an Friedrich Engels um den 13. November 1867[51]
- Carl Siebel an Karl Marx 8. Dezember 1867[52]
- Carl Siebel an Friedrich Engels nach dem 8. Dezember 1867[53]
- Carl Siebel an Friedrich Engels 20. Dezember 1867[54]